# Cleveland Cavaliers 1998-1999
La stagione 1998-99 dei Cleveland Cavaliers fu la 29ª nella NBA per la franchigia.
I Cleveland Cavaliers arrivarono settimi nella Central Division della Eastern Conference con un record di 22-28, non qualificandosi per i play-off.

## Roster
| N° | Naz.                   | Ruolo | Sportivo           | Anno | Alt. | Peso |
| -- | ---------------------- | ----- | ------------------ | ---- | ---- | ---- |
| 1  | Stati Uniti (bandiera) | G     | Wesley Person      | 1971 | 198  | 88   |
| 3  | Stati Uniti (bandiera) | G     | Bob Sura           | 1973 | 196  | 91   |
| 4  | Stati Uniti (bandiera) | AC    | Shawn Kemp         | 1969 | 208  | 104  |
| 5  | Stati Uniti (bandiera) | G     | Earl Boykins       | 1976 | 165  | 61   |
| 6  | Stati Uniti (bandiera) | GA    | Mitchell Butler    | 1970 | 196  | 95   |
| 9  | Stati Uniti (bandiera) | G     | Litterial Green    | 1970 | 185  | 84   |
| 10 | Stati Uniti (bandiera) | A     | Ryan Stack         | 1975 | 211  | 98   |
| 11 | Lituania (bandiera)    | C     | Žydrūnas Ilgauskas | 1975 | 221  | 108  |
| 12 | Stati Uniti (bandiera) | G     | Brevin Knight      | 1975 | 178  | 78   |
| 20 | Stati Uniti (bandiera) | GA    | Johnny Newman      | 1963 | 201  | 86   |
| 21 | Stati Uniti (bandiera) | GA    | Antonio Lang       | 1972 | 203  | 93   |
| 23 | Stati Uniti (bandiera) | G     | Derek Anderson     | 1974 | 196  | 88   |
| 35 | Stati Uniti (bandiera) | A     | Danny Ferry        | 1966 | 208  | 104  |
| 44 | Stati Uniti (bandiera) | A     | Corie Blount       | 1969 | 206  | 109  |
| 45 | Stati Uniti (bandiera) | A     | Cedric Henderson   | 1975 | 201  | 98   |
| 52 | Ucraina (bandiera)     | C     | Vitalij Potapenko  | 1975 | 208  | 129  |
| 55 | Stati Uniti (bandiera) | AC    | Andrew DeClercq    | 1973 | 208  | 104  |

## Staff tecnico
- Allenatore: Mike Fratello
- Vice-allenatori: Ron Rothstein, Sidney Lowe, Marc Iavaroni